# Zespół kościoła św. Wojciecha w Niedźwiedziu
Zespół kościoła św. Wojciecha w Niedźwiedziu – zespół zabytków znajdujący się w Niedźwiedziu, w gminie Słomniki, w powiecie krakowskim, w województwie małopolskim.
Zespół zabytków w skład którego wchodzi: kościół, dzwonnica, ogrodzenie z bramami, plebania, oraz ogrody plebańskie, wpisany został do rejestru zabytków nieruchomych województwa małopolskiego.

## Historia
Kościół wybudowany z inicjatywy Stadnickich w latach 1483–1493 przez muratora Mikołaja z Lublina, w miejscu poprzedniego drewnianego. W czasach reformacji w 1596 roku, Stanisław Stadnicki zamienił kościół  na kalwiński zbór. Marcin Stadnicki zwrócił kościół katolikom, wyremontował i doposażył .

## Architektura
Obiekt murowany, gotycki, orientowany. Prezbiterium trójbocznie zamknięte węższe od korpusu. W latach 1790–1798 Piotr i Tekla Małachowscy ufundowali klasycystyczną fasadę z portykiem wspartym na czterech kolumnach. Obok budowli w 1802 roku powstał nagrobek(zobacz) fundatorów. Na zewnątrz po stronie prezbiterium, w niszy znajduje się posąg św. Walentego w ornacie ozdobionym rzeźbą w kwiaty(zobacz), pierwotnie stojący na cmentarzu .

## Wystrój i wyposażenie
- gotycka, drewniana rzeźba Matki Bożej z Dzieciątkiem (zobacz) z około 1420 roku, przeniesiona z Waganowic[2];
- obraz hołd Trzech Króli, malowany na desce z początku XVI wieku[3];
- portale późnogotyckie[2].

## Dzwonnica
Wolno stojąca dzwonnica z XVIII wieku po stronie wschodniej, murowana, późnobarokowa, na planie kwadratu z zaokrąglonymi narożnikami, nakryta dachem łamanym, kryta gontem.